# 弥富市立桜小学校
弥富市立桜小学校（やとみしりつさくらしょうがっこう）は、愛知県弥富市前ケ須町にある公立小学校。海南病院に院内学級の「ひまわり学級」を設置している。

## 学区
- 旧・海部郡弥富町の小学校であり、校区（行政区単位表記）は中六南、前新田、小島、弥生台、前ケ須、中山、川原欠であり、公立中学校へ進学する場合、弥富市立弥富中学校に進学する[1]。
- 校地は1957年までの旧・弥富町立弥富中学校の校地である[注釈 1]。

## 沿革
- 1957年（昭和32年）4月1日 - 旧・弥富町立弥富中学校校舎を使用して、弥富町立弥富小学校前ケ須分校が設置される。
- 1958年（昭和33年）4月1日 - 弥富小学校から独立し、弥富町立桜小学校として開校する。
- 1960年（昭和35年） - プールが完成する。
- 1974年（昭和49年） - 雨天体操場が完成する。
- 1978年（昭和53年） - 管理棟、新プールが完成する。
- 1981年（昭和56年） - 校舎を増築する。
- 2006年（平成18年）4月1日 - 弥富町が十四山村を編入し、市制施行して弥富市が発足したことで、弥富市立桜小学校に改称する。
- 2013年（平成25年）4月1日 - 弥富市立日の出小学校を分離する。

## 交通アクセス
- 近鉄名古屋線近鉄弥富駅下車、徒歩約10分。
- JR東海関西本線・名鉄尾西線弥富駅下車、徒歩約12分。
- 弥富市コミュニティバス北部ルート、南部ルート、東部ルート「弥富市役所」バス停より徒歩約3分。
- 木曽岬町自主運行バス「近鉄弥富駅」バス停より徒歩約10分。

## 周辺施設

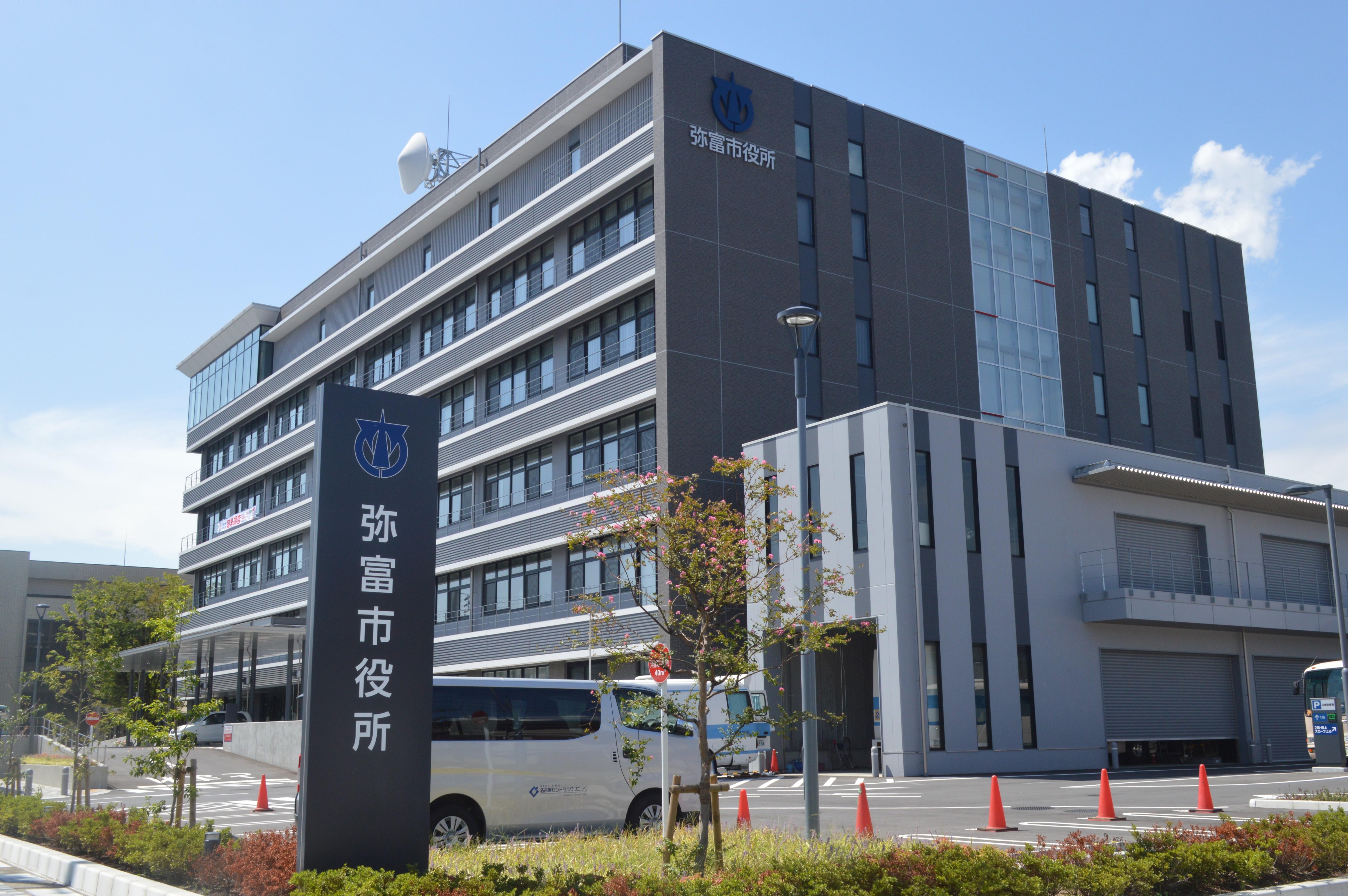
隣接地にある弥富市役所

- 弥富市役所
- 弥富まちなか交流館
  - 弥富市立図書館
  - 弥富市歴史民俗資料館
  - 弥富金魚水族館 YaToMi AQUA
- 関西本線・名鉄尾西線弥富駅
- 近鉄名古屋線近鉄弥富駅
- 海南病院